# Antônio Prado de Minas
Antônio Prado de Minas is een gemeente in de Braziliaanse deelstaat Minas Gerais. De gemeente telt 2.070 inwoners (schatting 2009).

## Aangrenzende gemeenten
De gemeente grenst aan Eugenópolis, Tombos, Itaperuna (RJ), Natividade (RJ) en  Porciúncula (RJ).